# Syllepte mandarinalis
Syllepte mandarinalis là một loài bướm đêm trong họ Crambidae.